# Kotajärvi (sjö i Finland, Norra Österbotten, lat 65,22, long 25,80)
Kotajärvi är en sjö i Finland. Den ligger i kommunen Uleåborg i landskapet Norra Österbotten, i den centrala delen av landet, 600 km norr om huvudstaden Helsingfors. Kotajärvi ligger 63 meter över havet. Arean är 22,7 hektar och strandlinjen är 3,27 kilometer lång. Sjön  ingår i Kiminge älvs huvudavrinningsområde. 